# Gertrud Müller (Politikerin, 1911)
Gertrud Müller geborene Pfefferkorn (* 25. August 1911 in Berlin; † 27. September 1992 ebenda) war eine deutsche Politikerin (SPD).
Müller besuchte eine Handelsschule und machte eine kaufmännische Lehre. Sie arbeitete als Verkäuferin und Stenotypistin. 1926 wurde sie Mitglied der Sozialistischen Arbeiter-Jugend (SAJ) und drei Jahre später der SPD. Von 1930 an war sie Angestellte bei den Berliner Verkehrsbetrieben (BVG). Bei der „Machtergreifung“ der Nationalsozialisten 1933 wurde Müller gemaßregelt und entlassen. Von 1936 bis 1944 war sie kaufmännische Angestellte.
Nach dem Zweiten Weltkrieg wurde Müller wieder bei der SPD Berlin-Spandau politisch aktiv. Bei der Berliner Wahl 1948 wurde sie in die Bezirksverordnetenversammlung Spandau gewählt, um bereits im Februar 1949 in die Berliner Stadtverordnetenversammlung nachzurücken, da Georg Ramin (1899–1957) zum Bezirksstadtrat gewählt wurde. Auch bei der Wahl zum Abgeordnetenhaus 1950 wurde Müller gewählt. Von 1954 bis 1963 war sie Mitglied der Bezirksverordnetenversammlung Spandau, ab 1961 sogar als Vorsitzende der SPD-Fraktion. Bei der Wahl 1963 wurde sie wieder in das Abgeordnetenhaus gewählt, dem sie bis 1971 angehörte.
Ab 1953 war Müller Angestellte bei der BVG, zuletzt als Zugabfertigerin.